# Hököpinge församling
Hököpinge församling var en församling i Lunds stift och i Vellinge kommun. Församlingen uppgick 2002 i Vellinge-Månstorps församling.

## Administrativ historik
Församlingen har medeltida ursprung.
Församlingen utgjorde tidigt ett eget pastorat för att därefter från 1500-talet till 1 maj 1924 vara annexförsamling i pastoratet Arrie och Hököpinge. Från 1 maj 1924 till 1962 var församlingen annexförsamling i pastoratet Gessie, Eskilstorp, Arrie och Hököpinge. Från 1962 till 2002 var den annexförsamling i pastoratet Vellinge, Gessie, Eskilstorp och Hököpinge som åtminstone från 1998 även omfattade Västra Ingelstads, Östra Grevie, Mellan-Grevie, Södra Åkarps och Arrie församlingar. Församlingen uppgick 2002 i Vellinge-Månstorps församling.

## Kyrkor
- Hököpinge kyrka